# Robijn (bordspel)
Robijn is een bordspel voor twee spelers. Het spel is kort na de Tweede Wereldoorlog uitgebracht, maar in de jaren zestig uit productie genomen.

## Het spel
Robijn wordt gespeeld op een bord zoals hiernaast afgebeeld. De ene speler speelt met de bruine en rode stenen, de andere met de groene en blauwe. De stenen zijn genummerd: bruin en groen van 1 tot en met 10, rood en blauw van 11 tot en met 20.
Bij aanvang van het spel staan de stenen op nummer op de witte velden met de eigen achtergrondkleur. Deze witte velden met de eigen achtergrondkleur wordt het "eigen huis" genoemd.
Het doel van het spel is om als eerste alle stenen op het juiste nummer in het huis van de tegenstander te krijgen. Dus groen 1 gaat naar bruin 1 en rood 11 gaat naar de plaats van blauw 11.

## Regels
- Twee stenen kunnen nooit op hetzelfde veld staan.
- Stenen kunnen in horizontale, verticale en diagonale richting worden verplaatst, zowel voor- als achteruit. Voorwaarde is dat een steen altijd terecht moet komen op een veld van de eigen kleur of op een wit veld.
- De spelers spelen om de beurt een verplaatsing. Er zijn drie soorten verplaatsingen:

1. Schuif. Een steen wordt één veld verplaatst (naar een leeg veld, van eigen kleur of wit). Rood 14 kan bijvoorbeeld diagonaal geschoven worden naar het rode veld boven 15.
2. Sprong. Een sprong wordt gemaakt door een steen over een steen op een aangrenzend veld heen te plaatsen. Daarbij moet het veld waarop de springende steen terechtkomt leeg zijn. Daarna kan direct verder gesprongen worden, telkens over een steen tegelijk. Het springen gaat dus op dezelfde manier als het slaan bij dammen, met dien verstande dat het kan over zowel eigen stenen als over die van de tegenstanders en dat alle stenen op het bord blijven. Bij een sprong over meerdere stenen is de kleur van de velden van de 'tussenlandingen' niet van belang, zolang het veld waarop de sprong eindigt maar van eigen kleur of wit is. Bruin 6 kan bijvoorbeeld over rood 15 springen naar het bruine veld boven 14.
3. Schuifsprong. Dit is een combinatie van eerst een schuif naar een aangrenzend veld, direct gevolgd door een sprong. De omgekeerde volgorde, een sprong gevolgd door een schuif, is niet toegestaan. Na de schuif van rood 14, kan bruin 5 met een schuif naar wit 14 direct een sprong maken over rood 14 naar het eerste bruine veld boven 16.

- Als een speler het doel niet kan bereiken doordat de tegenstander een steen achterlaat in het eigen huis, dan wint de speler die geen stenen in het eigen huis heeft.